# منطقه پایداری هیدرات گازی
منطقه پایداری هیدرات گازی، که به اختصار GHSZ گفته می شود، به عنوان منطقه پایداری هیدرات متان ( MHSZ ) یا منطقه پایداری هیدرات ( HSZ ) نیز شناخته می شود. همچنین به منطقه و عمق محیط دریایی گفته می شود که در آن کلترات متان به طور طبیعی در پوسته زمین وجود دارد.

## شرح
پایداری هیدرات گاز در درجه اول به دما و فشار بستگی دارد، با این حال متغیرهای دیگری مانند ترکیب گاز و ناخالصی‌های یونی در آب بر مرزهای پایداری تأثیر می‌گذارند.  وجود و عمق یک رسوب هیدرات اغلب با وجود یک بازتابنده شبیه سازی پایین (BSR) نشان داده می شود. BSR یک بازتاب لرزه ای است که به دلیل چگالی متفاوت رسوبات اشباع هیدرات، رسوبات معمولی و آنهایی که حاوی گاز آزاد هستند، حد پایین پایداری هیدرات را در رسوبات نشان می دهد. 

## محدودیت ها
حد بالا و پایین HSZ، و همچنین ضخامت آن، به شرایط محلی که در آن هیدرات رخ می دهد بستگی دارد. شرایط پایداری هیدرات به طور کلی ذخایر طبیعی را به مناطق قطبی و مناطق عمیق اقیانوسی محدود می کند. در مناطق قطبی، به دلیل دماهای پایین، حد بالایی ناحیه پایداری هیدرات در عمق تقریباً 150 متری رخ می دهد. 1 حداکثر عمق ناحیه پایداری هیدرات توسط گرادیان زمین گرمایی محدود می شود. در امتداد حاشیه های قاره ای میانگین ضخامت HSZ حدود 500 متر است.  حد بالایی در رسوبات اقیانوسی زمانی اتفاق می‌افتد که دمای پایین آب صفر درجه سانتیگراد و یا نزدیک به آن و در عمق تقریبا 300 متری آب باشد.1 حد پایین HSZ توسط گرادیان زمین گرمایی محدود می شود. هرچه عمق در زیر بستر دریا افزایش یابد، درجه حرارت برای وجود هیدرات ها  بیش از حد بالا می رود. در مناطقی با جریان گرمای زمین گرمایی بالا، حد پایین HSZ ممکن است کم‌عمق‌تر شود، بنابراین ضخامت HSZ کاهش می‌یابد. برعکس، ضخیم ترین لایه های هیدرات و وسیع ترین HSZ در مناطقی با جریان گرمای زمین گرمایی کم مشاهده می شود. به طور کلی، حداکثر عمق گسترش HSZ دو هزار متر زیر سطح زمین است. 1،3 با استفاده از محل یک BSR، و همچنین رژیم فشار-دمای لازم برای پایداری هیدرات، HSZ ممکن است برای تعیین گرادیان های زمین گرمایی استفاده شود. 2

## حمل و نقل
اگر فرآیندهایی مانند ته نشینی یا انتقال فرورانش به زیر حد پایین HSZ هیدرات شود، هیدرات ناپایدار می شود و از هم جدا می شود و گاز آزاد می شود. این گاز آزاد ممکن است در زیر لایه هیدرات پوشاننده محبوس شود و حفره های گاز یا مخازن را تشکیل دهد. فشار ناشی از وجود مخازن گاز بر پایداری لایه هیدرات تأثیر می گذارد. اگر این فشار به طور اساسی تغییر کند، پایداری لایه متان بالا تغییر می‌کند و ممکن است منجر به بی‌ثباتی و از هم گسیختگی قابل توجهی از رسوب هیدرات شود.  لغزش سنگ یا رسوب بالای ناحیه پایداری هیدرات نیز ممکن است بر پایداری هیدرات تأثیر بگذارد. کاهش ناگهانی فشار می تواند گازها را آزاد کند یا بخش هایی از رسوب هیدرات را بی ثبات کند.  تغییر دمای اتمسفر و اقیانوس ممکن است بر حضور و عمق منطقه پایداری هیدرات تأثیر بگذارد با این حال، هنوز مشخص نیست که تا چه حد می تواند تاثیر گذار باشد. در رسوبات اقیانوسی، افزایش فشار به دلیل افزایش سطح دریا ممکن است برخی از تأثیر افزایش دما بر تعادل پایداری هیدرات را خنثی کند. 1